# Cantone di Saint-Amand-Montrond
Il Cantone di Saint-Amand-Montrond è una divisione amministrativa dell'arrondissement di Saint-Amand-Montrond.
A seguito della riforma approvata con decreto del 21 febbraio 2014, che ha avuto attuazione dopo le elezioni dipartimentali del 2015, non ha subìto modifiche.

## Composizione
Comprende i comuni di:
- Bouzais
- Bruère-Allichamps
- La Celle
- Colombiers
- Drevant
- Farges-Allichamps
- La Groutte
- Marçais
- Meillant
- Nozières
- Orcenais
- Orval
- Saint-Amand-Montrond